# HATIF
Unter dem Namen HATIF betrieb das deutsche Bundesamt für Verfassungsschutz von 2010 bis 2014 ein Aussteigerprogramm für Personen, die sich von Islamismus und islamistischem Terrorismus lösen wollten. Der Name HATIF ist zum einen das Akronym von „Heraus aus Terrorismus und islamistischem Fanatismus“, zum anderen entspricht er der lateinischen Schreibung des arabischen Wortes für „Telefon“.

## Programmatik
Ziel des Programms war Hilfestellung für Personen, die sich aus einem Umfeld lösen wollen, „in dem ein fanatischer, die Anwendung von Gewalt befürwortender Islam gepredigt und gelebt wird“. Zu diesem Zweck wurde eine Hotline eingerichtet, die von Juli 2010 bis September 2014 ständig erreichbar war. Die Anrufe wurden von Fachkräften des Bundesamtes für Verfassungsschutzes entgegengenommen. Es waren auch Anrufe in türkischer und arabischer Sprache möglich. Angeboten wurden neben Gesprächen auch Hilfe bei Behördenkontakten, Unterstützung bei Bedrohung, Vermittlung von Qualifizierungsmaßnahmen und im Einzelfall materielle Hilfe.

## Reaktionen und Kritik
Der Generalsekretär des Zentralrats der Muslime in Deutschland, Aiman Mazyek, begrüßte das neue Programm als richtigen Schritt, obwohl der Zentralrat in die Ausarbeitung nicht eingebunden worden sei. Nach Ansicht von Bernd Wagner, der „Exit Deutschland“, die Aussteigerinitiative für Rechtsextremisten gründete, ist der Ausstieg aus der islamistische Szene schwieriger zu bewältigen, da vermutlich überwiegend die Verbindung zur religiösen Gemeinschaft nicht aufgegeben werden solle. Der Islamwissenschaftler Götz Nordbruch kritisierte: „Ein staatliches Programm ist keine Instanz, an die man sich wendet, wenn man diese Gesellschaft vorher abgelehnt hat“. Die Initiative erreiche höchstens eine kleine Randgruppe. Der migrationspolitische Sprecher der Grünen-Fraktion im Bundestag, Memet Kilic, hielt das Projekt für Ressourcenverschwendung, solange nicht eine Bilanz des Aussteigerprogramms für Rechtsextremisten vorliege.
Die Resonanz blieb gering. Oft stand das Telefon wochenlang still. Deshalb wurde das Programm im September 2014 eingestellt. Das Bundesamt für Verfassungsschutz verweist stattdessen nun auf die „Beratungsstelle Radikalisierung“ des Bundesamtes für Migration und Flüchtlinge.